# Tres solters i un biberó: 18 anys després
Tres solters i un biberó: 18 anys després (títol original: 18 ans après) és una pel·lícula francesa dirigida per Coline Serreau i estrenada l'any 2003. Aquest film és la continuació de Tres homes i un couffin estrenada estrenat l'any 1985. Ha estat doblada al català

## Argument
Divuit anys després d'haver estat recollida pels seus "tres pares" (el seu pare biològic i els seus amics i companys de pis), Marie obté el seu batxillerat i passa l'estiu al Midi amb Sylvia, la seva mare que ha tornat d'Amèrica. Aquesta ve acompanyada del seu espòs californià que té dos fills. Els primeres amors es fan i es desfan sota els ulls espantats dels tres pares que veuen la infantesa de Marie escapolir-se al galop i les seves relacions amb les dones complicar-se greument.

## Repartiment
- Madeleine Besson: Marie
- Roland Giraud: Pierre
- Michel Boujenah: Michel
- André Dussollier: Jacques
- Philippine Leroy-Beaulieu: Sylvia
- Line Renaud: Julie
- Annick Alane: la farmacèutica
- Evelyne Buyle: Natacha
- Lolita Chammah: Ludovica
- Marie-Sophie L.: Barbara
- James Thierrée: Arthur
- Philippe Vell: Jean-René
- Ken Samuels: John
- Grégoire Lavollay-Porter: Jack
- Nathanaël Serreau: Amos
- Jeanne Marina: Zouzou
- Carole Thibault: Lydia
- Luce Mouchel: Hélène